# Information-consultation sur le plan de sauvegarde de l'emploi
En France, le plan de sauvegarde de l'emploi ou PSE doit faire l'objet d'une consultation du comité d'entreprise (CE) qui s'inscrit dans les deux procédures d'information et de consultation prévues en cas de projet de licenciement collectif pour motif économique. Elles concernent les sociétés employant au moins 50 salariés et qui envisagent le licenciement de 10 salariés ou plus dans une même période de 30 jours. Dans certains cas, un accord de méthode peut permettre d'aménager le déroulement et l'articulation des deux consultations. L'expérience montre que ce type d'accord est à manier avec beaucoup de précautions.

## Première consultation au titre des articles L2323-6 et L2323-15 du code du travail (procédure dite du livre II)
Cette première procédure d'information-consultation concerne plus particulièrement la réorganisation - ou restructuration - et ses aspects économiques. En effet, les articles L2323-6 et L2323-15 du code du travail précise que l'employeur doit informer et consulter le comité d'entreprise sur tout projet de restructuration et de compressions des effectifs. La procédure elle-même est très peu encadrée par le code du travail quant à son déroulement, notamment en termes de délai séparant l'information de la consultation. En vue de l'ouverture de cette procédure, le CE doit recevoir toutes les informations utiles lui permettant de formuler un avis. Lorsqu'elle est ouverte, le CE peut demander à disposer d'informations complémentaires si celles qui lui ont été communiquées apparaissent incomplètes. Il peut également formuler des vœux - ou propositions alternatives - auxquels l'employeur est tenu d'apporter des réponses motivées. La procédure est close dès lors que le CE a formulé son avis.

## Deuxième consultation au titre des articles L1233-61 et L1235-10 du code du travail (procédure dite du livre I)
Cette deuxième procédure d'information-consultation porte sur le motif économique des licenciements envisagés, sur les critères de licenciements permettant d'élaborer l'ordre des licenciements et sur le projet de plan de sauvegarde de l'emploi. Les articles L1233-61 et L1235-10 du code du travail disposent que l'employeur doit fournir aux représentants du personnel tous renseignements utiles sur le projet de licenciement collectif. À l'inverse de la précédente, cette procédure est très précisément encadrée par le droit dans son déroulement. Elle comporte deux réunions d'information et de consultation du CE séparées d'un délai de 14 jours, 21 jours ou 28 jours au plus selon que le nombre des licenciements envisagés est inférieur à 100, compris entre 100 et 250 ou supérieur à 250. Le CE dispose par ailleurs du droit de se faire assister par un expert-comptable de son choix, rémunéré par l'employeur, en vue d'appréhender les tenants et aboutissants du projet qui lui est présenté, dans les domaines économique et social. S'il décide de désigner un expert-comptable lors de la première réunion de la procédure, la première consultation se trouve reportée de 20 à 22 jours, délai dévolu à l'expert pour mener ses investigations et établir son rapport. La procédure se clôt par le recueil de l'avis du CE au terme de la deuxième réunion de consultation.

## Articulation des procédures
Ces procédures peuvent être menées de façon successive (consultation au titre des dispositions du Livre II puis consultation au titre de celles du Livre I) ou concomitante. Toutefois, dans ce dernier cas, la procédure au titre des dispositions du Livre II doit être ouverte préalablement à celle du Livre I, tandis que la dernière réunion de consultation au titre des dispositions du Livre I ne peut se tenir tant que la procédure au titre du Livre II n'a pas été achevée.

## Issue des procédures
Dans les deux cas, la teneur des avis émis par le comité d'entreprise n'emporte aucune conséquence particulière (un avis défavorable ne modifie ni la procédure, ni le projet), l'employeur restant libre de ses décisions de gestion. Mais ce n'est qu'après ces deux consultations et après avoir reçu les deux avis du comité d'entreprise que l'employeur peut procéder à la notification de licenciements individuels en se conformant à l'ordre des licenciements qu'il aura établi à l'issue des consultations.